# خبن نسيلي
الخبن النسيلي (بالإنجليزية: Clonal deletion)‏ هو تعطيل الخلايا البائية والخلايا التائية بعد يتم التعرف على مستقبلاتها من المستضدات الذاتية وقبل أن تتطور إلى خلايا لمفاوية مناعيا بالكامل. والخبن النسيلي هو أحد أنواع التحمل المناعي.

## اكتشافها ووظيفتها
اقترح فرانك ماكفارلين بورنيت حدوث الموت الذاتي المبرمج للخلايا المناعية الذاتية قبل أن تنضج من أجل منع المزيد من التكاثر في دراسته في عام 1959. يوجد الملايين من الخلايا البائية والتائية داخل الجسم. تتطور الخلايا البائية والتائية داخل نخاع العظم وتنضج الأخيرة في الغدة الصعترية، وبذلك تعبّر كل خلية تائية عن حاتمة مستضدية أو عن جزء من المستضد الذي تميزه وترتبط به مستقبلات الخلايا التائية والبائية. يوجد مجموعة كبيرة ومتنوعة من الحواتم المستضدية المعترف بها، ونتيجة لذلك، قد تتطور بعض الخلايا الليمفاوية البائية والتائية التي تتعرف على المستضدات الجسمية الذاتية. تتحسس الخلايا التائية والبائية على الذات وهي ما تزال داخل الأعضاء اللمفاوية الأولية. غالبًا ما تُحذف تلك الخلايا التي تظهر تقاربًا كبيرًا مع هذا المستضد الذاتي لاحقًا حتى لا تتمكن من تكوين نسيلة كاملة منها. يساعد ذلك على حماية العائل من أمراض المناعة الذاتية. وهكذا، يطور العائل تحملًا لهذه المستضدات، أو ما يُعرف بالتحمل الذاتي.

## الخبن النسيلي الكامل وغير الكامل
ينتج عن الخبن النسيلي الكامل موت الخلايا المبرمج لجميع الخلايا الليمفاوية البائية والتائية التي تعبر عن انجذاب كبير للمستضدات الذاتية. ينتج عن الخبن النسيلي غير الكامل الموت الخلوي المبرمج لمعظم الخلايا الليمفاوية البائية والتائية. قد يؤدي الخبن النسيلي الكامل إلى فرصة للمحاكاة الجزيئية، والتي لها آثار ضارة على المضيف. ويؤدي الخبن النسيلي غير الكامل إلى حالة من التوازن بين قدرة المضيف على التعرف على المستضدات الأجنبية والمستضدات الذاتية.

## طرق التأثير

### محاكاة جزيئية
يوفر الخبن النسيلي حافزًا للكائنات الحية الدقيقة لتطوير حواتم مشابهة للبروتينات الموجودة داخل المضيف. نظرًا لأن معظم الخلايا اللمفاوية ذاتية الاستجابة تخضع لعملية خبن نسيلي، سيسمح ذلك للكائنات الحية الدقيقة التي تملك حاتمات مماثلة لمستضدات المضيف بالهروب وعدم اكتشافها من قبل الخلايا الليمفاوية التائية والبائية. ومع ذلك، في حال اكتشافها، قد تؤدي الاستجابة المناعية لها إلى استجابة مناعية ذاتية، بسبب تشابه الحواتم للكائن الدقيق ومستضدات المضيف. أمثلة ذلك رد الفعل المناعي لجراثيم العقديات المقيحة والبوريليا برغدورفيرية. من الممكن، ولكن من غير المألوف أن تؤدي المحاكاة الجزيئية إلى الإصابة بأمراض المناعة الذاتية.

### المستضدات الفوقية
تتكون المستضدات الفوقية من بروتينات فيروسية أو بكتيرية قادرة على تعطيل عملية الخبن النسيلي عند التعبير عنها في الغدة الصعترية لأنها تشبه تفاعل مستقبل الخلايا التائية مع ببتيدات ام اتش سي الذاتية. وبالتالي، من خلال هذه العملية، قد تمنع المستضدات الفوقية بشكل فعال نضج الخلايا التائية المتشابهة.